# Jason Shaw
Pour les articles homonymes, voir Shaw.
 (octobre 2014).
Jason M. Shaw est un mannequin et acteur américain, né le 4 novembre 1973 à Chicago, dans l'Illinois.

## Biographie
Jason Shaw est diplômé de l'université de Chicago en histoire en 1995 où est notamment membre de l'équipe de basket-ball de l'école. Il est la tête d'affiche de la marque Tommy Hilfiger de 1998 à 2003. Il déménage ensuite à New York, signant avec l'agence Wilhelmina Models. Il collabore aussi avec les agences Public Image Worldwide, Nous Model Management à Los Angeles, Why Not Model Agency (en) à Milan et Success Models à Paris.
Jason est aussi modèle pour Iceberg, Karl Lagerfeld et Lord & Taylor. Jason est aussi acteur.

## Filmographie
- 2004 - 2006 : Charmed : Greg, le nouveau petit ami de Piper (3 épisodes)
- 2004 - 2005 : New York 911 : Stu « Tas de Z » Szczelaszczyk (saison 6)

Il participe aussi au film directement sorti en DVD, The Hillz, avec son ex fiancée Paris Hilton.